# Предраг Йокич
Предраг Йокич (3 лютого 1983) — чорногорський ватерполіст.
Срібний медаліст Олімпійських Ігор 2004, учасник 2008, 2012, 2016 років. Чемпіон світу з водних видів спорту 2005 року,
медаліст 2003, 2013 років.